# File Allocation Table
De File Allocation Table (afgekort tot FAT) is een tabel in het bestandssysteem dat ontwikkeld is voor MS-DOS en Windows. Het bestandssysteem wordt zelf ook FAT genoemd. Het FAT-systeem wordt beschouwd als redelijk simpel en is daarom een populair formaat voor floppydisks; meer zelfs, FAT wordt ondersteund door bijna alle bestaande besturingssystemen voor de pc, daarom wordt FAT vaak gebruikt om gegevens te delen tussen verschillende besturingssystemen die op eenzelfde pc staan (een multiboot environment). Het wordt ook vaak gebruikt op andere media zoals geheugenkaarten.
FAT is reeds vroeg ontwikkeld, de ontwerpers hebben het zo simpel en compact mogelijk gehouden voor de beperkte geheugens in die tijd. Daardoor heeft FAT verscheidene problemen.
- de eenvoudige bestandsstructuur leidt gemakkelijk tot fragmentatie, wat bij schijfmedia kan leiden tot grote vertraging tijdens bestandsoperaties
- FAT is niet goed bestand tegen systeemcrashes
- de eerste versies van FAT lieten slechts bestandsnamen toe van maximaal 11 tekens (8 voor de bestandsnaam, 3 voor de extensie). Daarna werd door Microsoft VFAT ingevoerd, dat bestandsnamen tot een lengte van 255 tekens ondersteunt[1]
- voor de invoering van clusters was de maximale partitiegrootte 32 MB
- de grote clustergrootte heeft bij kleine bestanden een inefficiënt gebruik van de beschikbare ruimte tot gevolg

Desondanks is FAT wijdverbreid. Dat komt doordat MS-DOS veel gebruikt werd als het hoofdbesturingssysteem voor de pc, en MS-DOS maakt gebruik van FAT. Wegens zijn eenvoudige structuur is FAT gemakkelijk te implementeren.

## Aantal bits
Een eventueel getal achter de afkorting FAT zegt hoeveel bits er zijn gereserveerd voor de adressering van clusters.
| Bestandssysteem | Max. aantal clusters | Wordt gebruikt bij                                                                                           |
| --------------- | -------------------- | --- |
| FAT12           | 212 = 4096           | Diskettes, kleine harde schijven, geheugenkaartjes                                                           |
| FAT16           | 216 = 65.536         | Harde schijven in MS-DOS. MS-DOS t/m versie 7.00 ondersteunt geen FAT32.                                     |
| FAT32           | 232 = 4.294.967.296  | Harde schijven in Windows 95 OSR2 (MS-DOS 7.10) en hoger. Pas vanaf Windows 95 OSR2 wordt FAT32 ondersteund. |

Zoals te zien valt, is er bij FAT32 niet langer een probleem met de opdeling in clusters. FAT16 is beperkt tot 65.536 clusters en een maximale grootte van 4 GiB. In de praktijk wordt deze grootte echter nauwelijks gebruikt en is de maximale grootte van een partitie 2 GB met een clustergrootte van 32 kilobyte (KiB), waardoor zelfs een bestand van één enkele byte al 32 kB in beslag neemt. Gemiddeld wordt per bestand een halve cluster aan ruimte verspild. FAT32 gebruikt een grotere tabel en meer clusters die per stuk kleiner zijn. De maximale grootte van een FAT32-partitie is in theorie bijna 8 terabyte, Windows laat echter niet toe partities groter dan 32 GB met FAT32 te formatteren. Leveranciers van externe schijven leveren echter vaak programmaatjes mee om grotere schijven toch als één FAT32-partitie te formatteren, dit omdat FAT32 in tegenstelling tot veel andere bestandsindelingen op vrijwel alle besturingssystemen ondersteund wordt.